# Горная промышленность Азербайджана
Горнодобывающая промышленность Азербайджана — отрасль экономики Азербайджана.

## Общие положения
Основными природными ресурсами Азербайджана являются природный газ, нефть, цветные металлы, бокситы, железная руда. Рудные и нерудные полезные ископаемые сосредоточены в горах Малого и Большого Кавказа, ископаемые виды топлива — на равнинных территориях и в Южно-Каспийском бассейне.
В 2010 году на территории Азербайджана был добыт целый ряд полезных ископаемых и металлов.
Осуществляется производство и экспорт нефти. С 1991 года сосредоточено внимание на разработке оффшорных ресурсов. Крупными проектами 2010 года стали газоконденсатное месторождение Шах-Дениз и морская нефтяная платформа «Азери-Чираг-Гюнешли».
В 2013 году промышленность произвела продукции и услуг на 33,7 млрд. манатов, 74 % валового производства пришлось на горнодобывающую отрасль. 66,2 % инвестиций в основной капитал промышленности пришлось на горнодобывающую промышленность.
В 2014 году производство медной руды увеличилось на 135 %, производство извести увеличилось на 88 %. Добыча сырой стали и цемента увеличилась на 29 % и 24 % соответственно. Прекратилось производство оксида алюминия, каустической соды и серной кислоты. Добыча железной руды сократилась на 35 %. Производство гипса уменьшилось на 33 %; бентонит — на 17 %; и йода — на 11 %.
28 декабря 2023 года в Гяндже введён в эксплуатацию завод по производству промышленных взрывчатых веществ гражданского назначения «AzerBlast», дочерней компании «AzerGold». На заводе будет осуществляться производство взрывчатых веществ АСДТ (для использования в сухой среде) и H-АСДТ (для использования во влажной среде). В полном режиме завод начал работать с 29 июля 2024 года. Площадь территории завода составляет 15 гектар. Первоначальная мощность завода составит 14 тыс. тонн взрывчатых веществ в год.
На карьерах около Дашкесана осуществляется добыча мрамора. Добывается как белый мрамор так и другие виды мрамора иных цветов. Мрамор обрабатывается на предприятиях города. На них осуществляется производство памятников, статуй, барельефов.

## Цветные металлы
В 2009 году компания «Anglo Asian Mining PLC» приступила к добыче золота на золотых и медных рудниках Кедабека. В 2010 году компания произвела 1,9 Мт золота .
В 2010 году «Anglo Asian Mining PLC» также приобрела лицензию на золотые прииски. На этих золотоносных месторождениях было добыто 2500 т серебра, 1,5 Мт меди, 400 т золота. Вследствие этого, в стране удалось увеличить производство золота к 2014 году. В 2016 году компанией «Anglo Asian Mining PLC» произвела 65 394 унций золота, 1,941 тонны меди и 165 131 унций серебра.
На 1 июля 2022 года резерв серебра страны составляет 568,6 кг.
На август 2023 года производство золотых украшений обеспечивает от 60 % до 65 % спроса. Остальные золотые украшения импортируются из Турции, ОАЭ, Италии, Китая.
Разрабатываются Човдарское золоторудное месторождение, золоторудное месторождение Вежнали.
Разрабатывается Гарадагское медное месторождение. Месторождение содержит 318 000 тонн меди. Площадь месторождения составляет 344 км2. Потенциал производства составляет 20 000 — 25 000 тонн меди в год. В июле 2022 года месторождение было передано для разработки «Anglo Asian Mining PLC».

## Горючие полезные ископаемые
Источники ископаемого топлива в Азербайджане представлены нефтью, газом, горючим сланцем, торфом. Нефтяная промышленность играет важную роль в экономике. Нефть добывается как с материковых, так и с морских месторождений.
Азербайджан также производит углеводородные газы. В течение последних 35 — 50 лет было найдено и разработано много газоконденсатных месторождений.
В 2010 году Азербайджан увеличил производство природного газа на 2,1 % по сравнению с 2009 годом. Запасы природного газа по состоянию на 2011 год достигали прибилизительно 30 трлн куб. фт. .
Часть нефти, добываемой на месторождении Азери-Чираг-Гюнешли, перерабатывается на Бакинском Нефтеперерабатывающем заводе и новом нефтеперерабатывающем заводе.
Производится около 400 млрд баррелей нефти в день.